# Симфонический оркестр Венского радио
Симфонический оркестр Венского радио (нем. Radio-Symphonieorchester Wien) — австрийский симфонический оркестр, радиоансамбль, базирующийся в Вене.
В нынешнем виде оркестр основан в 1969 г. в результате реорганизации Большого оркестра Австрийского радиовещания (нем. Großen Orchester des Österreichischen Rundfunks), работавшего с 1945 г. под бессменным руководством Макса Шёнхерра, — этот оркестр известен, в частности, тем, что в 1947 г. впервые в официальной обстановке исполнил Государственный гимн Австрии, оркестровая редакция которого принадлежит Шёнхерру.
В настоящее время оркестр Венского радио — один из немногих оркестров Австрии, специализирующийся, главным образом, на современной музыке.

## Главные дирижёры
- Милан Хорват (1969—1975)
- Лейф Сегерстам (1975—1982)
- Лотар Загрошек (1982—1986)
- Пинхас Штейнберг (1989—1996)
- Деннис Рассел Дэвис (1996—2002)
- Бертран де Бийи (2002—2010)
- Корнелиус Майстер (с 2010 г.)